# Jesse Chisholm

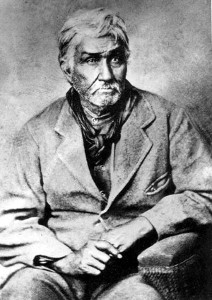
Jesse Chisholm

Jesse Chisholm (* um 1805; † 4. März 1868) war ein US-amerikanischer Kaufmann und Führer. Er trieb Handel mit den Indianern und arbeitete als Führer für Viehtriebe im Wilden Westen. Er ist vor allem durch den nach ihm benannten Chisholm Trail berühmt geworden, der zwischen Texas und Kansas für den Viehtrieb genutzt wurde.

## Leben
Chisholm wurde wahrscheinlich 1805 oder 1806 in der Hiwassee-Region von Tennessee geboren. Sein Vater, Ignatius Chisholm, hatte schottische Ahnen und arbeitete als Kaufmann und Sklavenhändler im Gebiet von Knoxville in den 1790er-Jahren. Um 1800 heiratete er eine Cherokee im Gebiet von Hiwassee, die ihm drei Söhne gebar, von denen Jesse der älteste war. Eine Zeit später trennte sich Ignatius Chisholm von Jesses Mutter und ging nach Arkansas. Jesse Chisholm wurde wahrscheinlich von seiner Mutter um 1810 nach Arkansas gebracht. In den späten 1820er-Jahren begab er sich zu den Cherokee und ließ sich in der Nähe von Fort Gibson im heutigen östlichen Oklahoma nieder. Chisholm wurde Händler und 1836 heiratete er Eliza Edwards, die Tochter von James Edwards, der einen Handelsposten im Gebiet des heutigen Hughes County, Oklahoma, führte. Chisholm brachte Handelsgüter nach Süden und Westen in reines Indianerland. Er sprach flüssig 14 Dialekte und baute kleinere Handelsposten auf. Bald war er gefragt als Führer und Dolmetscher. Er gewann Vertrauen aufgrund seiner Fairness und Neutralität und vermittelte auch zwischen feindlichen Stämmen. Schließlich übersetzte er auch Abkommen in Texas, im Indianergebiet und in Kansas.

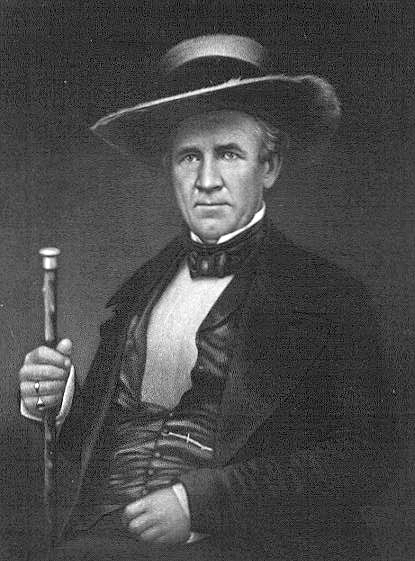
Samuel Houston

Fast 20 Jahre war er in Texas aktiv. Der Präsident der Republic of Texas, Sam Houston, der Chisholm wahrscheinlich in Fort Gibson zwischen 1829 und 1833 traf und Chisholms Tante heiratete, gab ihm den Auftrag, Kontakt zu den Prärie-Indianern in West-Texas herzustellen. Chisholm spielte eine führende Rolle als Übersetzer und Führer für verschiedene indianische Gruppen bei den Tehuacana-Creek-Beratungen, die im Frühling 1843 begannen, als er verschiedene Stämme dazu brachte, an den Verhandlungen in der Nähe des Handelspostens der Torrey-Brüder teilzunehmen, acht Meilen südlich vom heutigen Waco.
In den nächsten eineinhalb Jahren bot er Houston weiter seine Dienste an, und am 7. Oktober 1844 brachte Chisholm Comanchen und andere Stämme dazu, das Treffen in Tehuacana wahrzunehmen, wo Houston sprach. Im Februar 1846, als er den Torreys-Handelsposten besuchte, wurde Chisholm angeworben, die Comanchen zu einer Beratung am Comanche Peak (heute Glen Rose) zu führen. Das Treffen fand am 12. Mai statt.
Am 10. Dezember 1850 führte Chisholm Vertreter von sieben Stämmen zu einer Versammlung am San Saba River. Bei einigen dieser Beratungen und auf seinen Handelsreisen gelang es ihm, Menschen aus indianischer Gefangenschaft zu retten.
1858 beendete Chisholm seine Reisen in Texas und verlegte seine Aktivitäten ins westliche Oklahoma. Er verließ die Cherokee Nation und siedelte in der Creek Nation nahe der Mündung des Little River im heutigen Hughes County. Zu verschiedenen Zeiten betrieb er Handelsposten am Ende der Great Plains, einen davon in der Nähe von Lexington, dem heutigen Cleveland County,  einen anderen in Council Grove in der Nähe der heutigen Stadt Oklahoma.

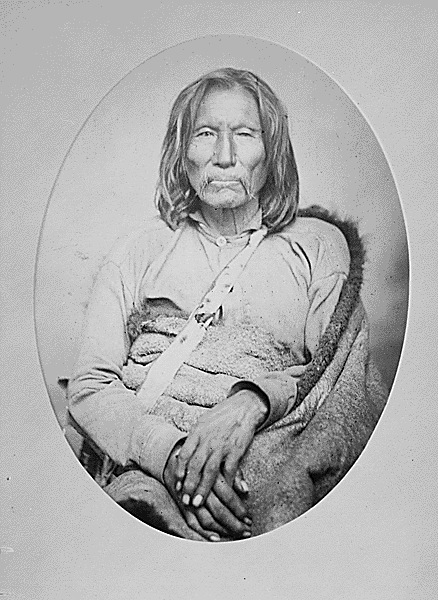
Sitting Bear, Häuptling der Kiowa

Ein großer Teil seines Handels wurde mit Wagen durchgeführt, die zu den Ansiedlungen der Comanchen und anderer Stämme der Great Plains fuhren. Verschiedentlich rettete er gefangene Kinder und Jugendliche von den Comanchen und Kiowas. Meist stammten diese Gefangenen aus Mexiko. Er adoptierte diese Kinder und nahm sie in seine Familie auf.
Ende 1861 besuchte er Kansas, wo Wichita, Waco und andere vertriebene Stämme aus Oklahoma in Lagern lebten. Während des amerikanischen Bürgerkriegs diente er den Konföderierten als Händler mit den Indianern, aber 1864 wurde er als Übersetzer für Offiziere der Union tätig. Während des Krieges lebte Chisholm im Gebiet von Wichita, Kansas. Chisholm Creek im heutigen Stadtgebiet ist nach ihm benannt.
1865 organisierten Chisholm und James R. Mead einen Wagenzug in Fort Leavenworth und gründeten einen Handelsposten in Council Grove am North Canadian River in der Nähe des Overholser Sees in der heutigen Stadt Oklahoma. Viele seiner Freunde aus Wichita folgten ihm und ihre Route wurde später als „Chisholm Trail“ bekannt, der die Ranchen in Texas mit den Märkten in Kansas verband.
1865 versuchte Chisholm eine Ratsversammlung der Indianerstämme in Little Arkansas zu organisieren, aber nicht alle Stämme nahmen teil. 1867 brachte er mit Hilfe von Black Beaver, dem berühmten Delaware-Häuptling, die Stämme der Plaines dazu, sich mit Regierungsvertretern zu treffen. Die Versammlung entwickelte die „Medicine Lodge Treaty“. Chisholm starb am 4. März 1868 in Left Hand Spring, im Gebiet des heutigen Geary, Oklahoma, an einer Lebensmittelvergiftung.